# Bukit Sampan
Bukit Sampan är en kulle i Indonesien.   Den ligger i provinsen Aceh, i den västra delen av landet, 1 600 km nordväst om huvudstaden Jakarta. Toppen på Bukit Sampan är 38 meter över havet.
Terrängen runt Bukit Sampan är platt.Runt Bukit Sampan är det tätbefolkat, med 442 invånare per kvadratkilometer. Omgivningarna runt Bukit Sampan är en mosaik av jordbruksmark och naturlig växtlighet.